# 미래에셋그룹

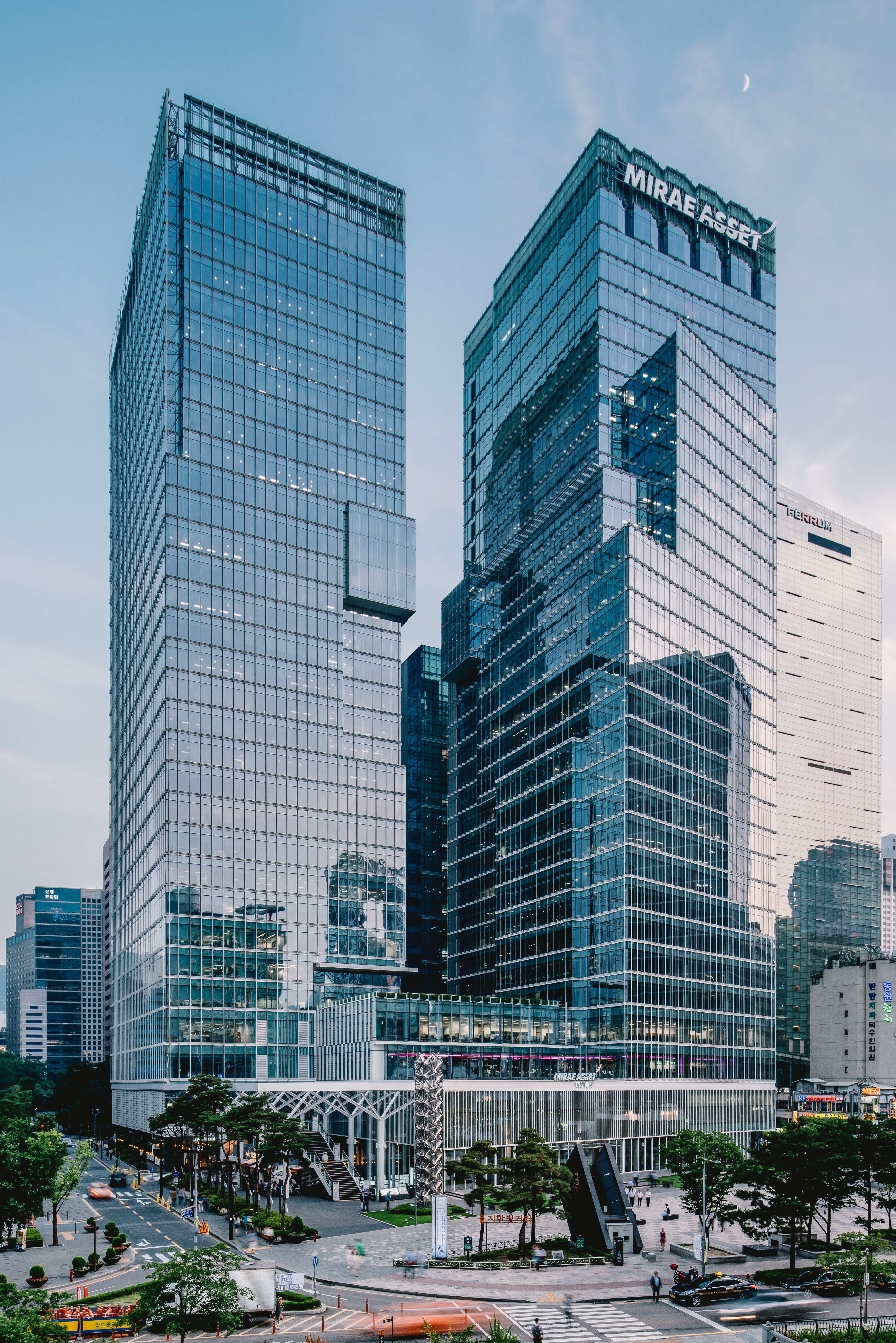
서울특별시 중구 을지로5길 26 (수하동)에 위치한 미래에셋센터원 빌딩

미래에셋그룹은 금융업 중심으로 구성된 글로벌 투자전문 그룹이다.

## 혁신
2017년 대한민국의 대표적인 금융 혁신사례로 미래에셋 케이스가 세계적 학술 기관인 더 케이스 센터에 등재되었다. 미래에셋은 2010년 하버드 대학교 비즈니스스쿨에서도 케이스 스터디로 채택되었다.

## 연혁
- 2024년 3월 미래에셋자산운용이 멀티에셋자산운용 흡수합병
- 2023년 12월 미래에셋증권, 인도 Sharekhan 증권사 인수 SPA(주식매매계약) 체결
- 2023년 11월 미래에셋자산운용, 미국 로보어드바이저 운용사 WealthSpot 설립
- 2023년 5월 미래에셋증권, 유럽 ETF 시장 진출을 위해 시장조성 전문회사 GHCO 인수완료
- 2022년 9월 미래에셋자산운용 인도법인 두바이 지점 설립
- 2022년 9월 상호명을 ETF Securities에서 Global X Australia로 변경
- 2022년 6월 미래에셋자산운용 호주 운용사 ETF Securities 인수
- 2021년 3월 미래에셋생명, 업계 최초 제판분리 미래에셋금융서비스 출범
- 2021년 3월 상호명을 미래에셋대우에서 미래에셋증권으로 변경
- 2019년 3월 미래에셋벤처투자 코스닥시장 상장
- 2018년 7월 미국 ETF운용사 글로벌 엑스(Global X) 인수
- 2018년 5월 미래에셋프레보아생명(베트남) 출범
- 2018년 3월 미래에셋생명과 PCA생명보험 합병으로 통합법인 미래에셋생명보험 출범
- 2016년 12월 (구)미래에셋증권과 미래에셋대우(구 KDB대우증권) 합병으로 통합법인 미래에셋대우 출범
- 2015년 7월 미래에셋생명보험 유가증권 상장
- 2013년 1월 미래에셋은퇴연구소 출범
- 2011년 11월 캐나다 ETF운용사 호라이즌스 ETFs(Horizons ETFs) 인수
- 2006년 2월 미래에셋증권 유가증권 상장
- 2005년 6월 SK생명 인수로 미래에셋생명보험 출범
- 2003년 12월 미래에셋자산운용 홍콩법인 설립
- 2000년 3월 미래에셋박현주재단 설립
- 1999년 12월 (구)미래에셋증권 설립
- 1998년 12월 미래에셋자산운용 설립
- 1997년 7월 미래에셋벤처캐피탈 창립

## 사회공헌
"미래에셋은 젊은이의 희망이 되겠습니다"라는 비전으로 2000년 3월 28일 박현주 회장이 설립하였다. 현재 장학사업, 사회복지사업, 나눔문화사업 등 사회공헌사업을 전개하고 있다.

## 수상내역
- 금융수출 공로, 미래에셋그룹 2020 국가브랜드 대상 수상[3]

## 같이 보기
- 대한민국의 경제